# Gera Samba
O Gera Samba é um grupo brasileiro de pagode baiano, com uma música próxima ao samba de roda, surgido em Salvador, Bahia.
O conjunto obteve uma única premiação pela ABPD com o álbum de estúdio É o Tchan, que foi lançado em 1995 e certificado em 1996 com disco de platina duplo pelas mais de 500 mil cópias vendidas no país.

## História
O grupo formou-se em 1992 com dez músicos. Passou por algumas transformações ao longo do tempo. No início, o Gera Samba mantinha um estilo frouxo de pagode tendo como uma de suas músicas mais famosas da época "A Cordinha".
Antes de estourar, o Gera Samba só se apresentavam em barzinhos e bailes populares em clubes de Salvador. Os músicos, que se conheceram na escola, tinham empregos paralelos para sobreviver. O no início era formado só por homens mas, em 1994, colocaram duas dançarinas para fazer as performances. Na época, o grupo era comandado pelos vocalistas Compadre Washington e Beto Jamaica.
Mais tarde, o grupo teve que passar pelas primeiras transformações. Um delas é o fato de surgir uma nova manifestação de pagode, um estilo próprio da segunda geração do pagode, de grupos como Gera Samba tendo como a canção mais famosa "É o Tchan" de 1995. Neste ano, houve a primeira cisão do grupo. Dois músicos saíram do Gera e fundaram outro grupo, o Terra Samba.
Em 1996, o grupo foi a sensação do Carnaval de Salvador, com hits como "É o Tchan",  "Paquerei", "Beco do Siri" e "Pega, Rex".
Em 1997, ocorreu a segunda cisão. Parte do Gera Samba tornou-se um outro grupo de pagode, que devido ao sucesso do álbum de 1996, passou a se chamar É o Tchan!. Este às vezes mistura pagode e ritmos regionais inclusive a axé music, mas manteve o padrão sensual dos sambas-pagode de grupos famosos, como o seu antecessor Gera Samba. No mesmo ano, lançou o então novo hit "Swing de Rua" e o grupo apareceu em alguns programas de TV, mas que em 1998 fez muito sucesso na regravação de uma outra banda de swingueira chamado Patrulha do Samba.
Desde essa época até hoje, o Gera Samba não sofreu mais esses tipos de transformações. No entanto, em 2003 o restante do grupo decide voltar ao grande sucesso.
Em 2015, a banda comandada pelo vocalista Marinho Fersan, mais conhecido como “Furacão do Recôncavo”, apostou no samba de raiz.
Em 2016, a banda passou a ser comandada pela vocalista Cris Mel. A primeira música de trabalho era "Pole Dance".
Em 2021, estreia a nova formação, pilotada pelos vocalistas Marinho Fersan e Day Ferreira, que lançam a música "É Verão Salvador".

## Discografia[14]
- 1990 -  "Gera"
- 1993 - "A Cordinha"
- 1994 - "Dança do Siri"
- 1995 - "O Tchau de Mário e Edson"
- 1996 - "É o Tchan"
- 1997 - "A Separação"
- 1999 - "Pirou"
- 2003 - "Pout Porri de Samba Reggae"